# Corporación Deportiva Everton de Viña del Mar
La Corporación Deportiva Everton és un club de futbol xilè de la ciutat de Viña del Mar.

## Història
El club va ser fundat el 24 de juny de 1909, adoptant el nom del club anglès Everton FC. Disputa els seus partits com a local a l'Estadi Sausalito, amb capacitat per a uns 25.000 espectadors. El seu sobrenom ruleteros prové de la paraula ruleta, i es deu al fet que la seva ciutat d'origen és coneguda pels seus locals de joc.

## Palmarès
- 4 Lliga xilena de futbol: 1950, 1952, 1976, 2008 obertura
- 1 Copa xilena de futbol: 1984
- 2 Lliga xilena de segona divisió: 1974, 2003

## Jugadors destacats
- Nelson Acosta
- Rodrigo Naranjo
- Manuel Neira
- Alvaro Ormeño
- Eladio Rojas